# Эйик (озеро)
Э́йик (также Эйк; якут. Ээйик) — пресноводное озеро термокарстового происхождения в Оленёкском районе Якутии, в восточной части Среднесибирского плоскогорья. Является наиболее крупным из озёр района.

## Общие сведения
Площадь озера 30,2 км². Площадь водосбора составляет 163 км2. Высота над уровнем моря — 300 м. Протяжённость озера 7,3 км, ширина достигает 5,6 км при средней ширине 4,1 км.

## Описание
Котловина озера имеет округлую форму, слегка вытянутую в широтном направлении. На юго-востоке вытекает река Эйик-Сяне, впадающая в Тюкян (левый приток Вилюя).  Берега низкие, заболоченные (кроме северо-восточного берега). Недалеко от северного берега озера находится село Эйик. В юго-западной части озера, недалеко от береговой линии, есть несколько небольших островов.
Озеро Эйик является средой обитания стерха, вида, находящегося под угрозой исчезновения. Кроме того, озеро богато рыбой, имеется значительная популяция карася.